# Louis Hofmann
Louis Hofmann (Bensberg, Bergisch Gladbach, Alemanya, 3 de juny de 1997) és un actor alemany que es feu conegut per interpretar el protagonista a la pel·lícula alemanya de 2011 Tom Sawyer i que guanyà el premi Bodil a millor actor secundari pel seu paper d'adolescent alemany presoner de guerra a la pel·lícula danesa de 2015 Land of mine: Sota la sorra. També és conegut pel seu paper a la sèrie alemanya de Netflix Original de 2017, Dark.

## Vida i carrera
Hofmann va néixer a Bensberg, un districte de Bergisch-Gladbach, i va créixer a Colònia. La seva primera experiència davant de la càmera va ser per Servicezeit, un programa magazín del vespre a la xarxa televisiva WDR Fernsehen. Va aparèixer en una secció del programa, Die Ausflieger, que provava activitats recreatives familiars. Després de dos anys i mitjos a Servicezeit, va decidir esdevenir actor i va inscriure's a una agència d'actuació. Va ser subsegüentment representat per l'Agència Schwarz.
El 2009 Hofmann va aparèixer com a actor convidat a la comèdia dramàtica Danni Lowinski i a la sèrie televisiva Der verlorene Vater. També va aparèixer a la pel·lícula de televisió Tod in Istanbul. El 2010 va actuar a Wilsberg i a Alarm für Cobra 11.
El primer paper cinematogràfic de Hofmann com a protagonista va ser Tom Sawyer, l'adaptació cinematogràfica alemanya de 2011 del director Hermine Huntgeburth del clàssic de Mark Twain, Les Aventures de Tom Sawyer. Juntament amb Leon Seidel, que va interpretar Huck Finn, va cantar a la banda sonora de la pel·lícula en la cançó, "Barfuß Gehen" ("Anant Descalç"). La seqüela de Tom Sawyer, Dau Abenteuer des Huck Finn (en català literalment, Les Aventures de Huck Finn), va ser estrenada el 20 de desembre de 2012 als cinemes alemanys. El 2013, Hofmann va participar com a actor invitat en un episodi de la sèrie televisiva Stolberg. A partir del 24 d'octubre de 2013 Hofmann va aparèixer a la comèdia Der perfekte Mann (en català literalment, L'Home Gairebé Perfecte).
El seu paper com a Wolfgang a la pel·lícula de 2015 Freistatt (en català literalment, Santuari) dirigida per Marc Brummund li va fer guanyar el Premi de Cinema Bavarès com a millor actor nouvingut de 2015 i el Guardó als Actors Alemanys (Deutscher Schauspielerpreis) en la categoria de nouvingut. El seu primer paper internacional com a presoner de guerra alemany en la coproducció danesa-alemanya Land of mine: Sota la sorra li va valdre el premi Bodil al millor actor secundari de 2016 a Dinamarca. Als Premis de Cinema Alemany de 2016, va rebre un premi especial Jaeger-LeCoultre en homenatge al cinema alemany, entregat per premiar la feina d'actors alemanys en pel·lícules internacionals.
El 2016 Hofmann va interpretar Phil a Centre of My World (alemany: Dau Mitte der Welt), una pel·lícula de drama romàntic coming-of-age dirigida per Jakob M. Erwa, basada en la novel·la super-vendes de 1998 El Centre del Món d'Andreas Steinhöfel. Va rebre el Premi d'Estrelles de la Gravació Europeu a la Berlinale 2017 per part de l'organització European Film Promotion.
El 2016, Hofmann va ser seleccionat per interpretar Jonas Kahnwald a Dark, un thriller sobrenatural estrenat a Netflix el primer de desembre de 2017. La segona temporada es va estrenar el 21 de juny de 2019. La tercera i última temporada es troba en producció.

## Filmografia

### Televisió
| Any          | Títol               | Paper             | Notes                                      |
| ------------ | ------------------- | ----------------- | ------------------------------------------ |
| 2010         | Der verlorene Vater | David Salzbrenner | Pel·lícula de televisió                    |
| 2010         | Tod in Istanbul     | Sascha Kleinert   | Pel·lícula de televisió                    |
| 2010         | Danni Lowinski      | Fabian Lüdtke     | Episodi: Hundeleben                        |
| 2012         | Wilsberg            | Max Rensing       | Episodi: Aus Mangel un Beweisen            |
| 2013         | Stolberg            | Dennis Kessler    | Episodi: Der verlorene Sohn                |
| 2016         | You Are Wanted      | Dalton            | Amazon Studios; paper regular (5 episodis) |
| 2016         | Shades of Guilt     | Leonhard Tackler  | Episodi: Das Cello                         |
| 2017–present | Dark                | Jonas Kahnwald    | Netflix Original; paper principal          |

### Cinema
| Any  | Títol                       | Paper              | Notes |
| ---- | --------------------------- | ------------------ | ----- |
| 2011 | Tom Sawyer                  | Tom Sawyer         |       |
| 2012 | The Adventures of Huck Finn | Tom Sawyer         |       |
| 2013 | The Nearly Perfect Man      | Aaron              |       |
| 2015 | Sanctuary                   | Wolfgang           |       |
| 2015 | Land of mine: Sota la sorra | Sebastian Schumann |       |
| 2016 | Center of My World          | Phil               |       |
| 2016 | Alone in Berlin             | Hans Quangel       |       |
| 2017 | Lommbock                    | Jonathan           |       |
| 2017 | Different Kinds of Rain     | Oliver             |       |
| 2018 | El corb blanc               | Teja Kremke        |       |
| 2018 | Red Sparrow                 | Gerent de banc     |       |
| 2018 | Lysis                       | Fill               |       |
| 2019 | Prélude                     | David              |       |
| 2019 | Deutschstunde               | Klaas Jepsen       |       |

## Ràdio
| Any       | Títol          | Notes |
| --------- | -------------- | ----- |
| 2006-2009 | Dau Ausflieger |       |

## Premis i nominacions
| Any  | Premi                                       | Categoria                     | Work               | Result    |
| ---- | ------------------------------------------- | ----------------------------- | ------------------ | --------- |
| 2012 | New Faces Award                             | Guardó especial               | Tom Sawyer         | Guanyador |
| 2014 | Bayerischer Filmpreis                       | Millor actor jove             | Sanctuary          | Guanyador |
| 2015 | Festival Internacional de Cinema de Tòquio  | Millor actor                  | Land of Mine       | Guanyador |
| 2016 | Deutscher Schauspielerpreis                 | Premi al talent jove          | Sanctuary          | Guanyador |
| 2016 | Premi Bodil                                 | Millor actor secundari        | Land of Mine       | Guanyador |
| 2016 | Festival Internacional de Cinema de Beijing | Millor actor                  | Land of Mine       | Guanyador |
| 2016 | Deutscher Filmpreis                         | Premi especial a l'actuació   | Land of Mine       | Guanyador |
| 2017 | Guardó Askania                              | Estrella de l'any en gravació | Center of My World | Guanyador |
| 2017 | Berlinale                                   | Premi d'estrelles en gravació |                    | Guanyador |
| 2018 | Goldene Kamera                              | Premi actor júnior            | Dark               | Guanyador |